# David Blackbourn
David Gordon Blackbourn, né le 1er novembre 1949, est un historien britannique. Il est actuellement titulaire de la chaire Cornelius Vanderbilt à l'université Vanderbilt où il enseigne l'histoire de l'Allemagne et de l'Europe moderne. Auparavant, il était professeur d'histoire à l'université Harvard et directeur de l'université Minda de Gunzburg, centre pour les études européennes, de 2007 à 2012. Il est également éditeur du journal Past & Present, conseiller scientifique de l'institut pour l'histoire européenne de Mayence. Il est également membre du comité consultatoire du cercle des amis de l'institut historique allemand de Washington. Il était à l'université Harvard de 1998 à 1999 puis de 2000 à 2002. Il était également président du groupe de conférence sur l'histoire de l'Europe centrale de l'association historique américaine de 2003 à 2004.
Après avoir écrit sa thèse au Jesus College de Cambridge, il devient en 1976 maître de conférences au Queen Mary College de Londres. Il rejoint ensuite en 1979 la faculté du Birkbeck College. En 1992, il émigre aux États-Unis pour devenir professeur à Harvard. Il reçoit le Guggenheim Fellowship en 1994 . En 2007, il est élu membre de l'académie américaine des arts et des sciences.

## Œuvre
- (en) Class, Religion, and Local Politics in Wilhelmine German, 1980
- (en) Geoff Eley, The Peculiarities of German History, 1984 (lire en ligne)
- (en) Populists and Patricians, 1987
- (en) R. Evans, The German Bourgeoisie, 1991
- (en) Marpingen: Apparitions of the Virgin Mary in Nineteenth-Century Germany, 1994
- (en) The Long Nineteenth Century: A History of Germany, 1780–1918, 1997
- (en) The Conquest of Nature: Water, Landscape, and the Making of Modern Germany, 2006